# Nephthea concinna
Nephthea concinna är en korallart som beskrevs av Kükenthal 1905. Nephthea concinna ingår i släktet Nephthea och familjen Nephtheidae. Inga underarter finns listade i Catalogue of Life.